# كأس رابطة الدول المستقلة 1998
كأس رابطة الدول المستقلة 1998 هو موسم من كأس رابطة الدول المستقلة. شارك فيه  16 فريقاً، وفاز فيه دينامو كييف.